# 嵯州
嵯州，中国唐朝时设置的州。
贞观五年（631年）以党项羌族部落置，治所不详，约在今四川省若尔盖县境内。后地入吐蕃，州侨治庆州（治所在今甘肃省庆城县）境内。旋废。贞观十年（636年），领相鸡县。